# Orgelbauwerkstätte Maribor
Die Orgelbauwerkstätte Maribor ist eine an die Vorkriegstradition des Marburger Orgelbaus anknüpfende Firma in Spodnje Hoče, Gemeinde Hoče-Slivnica, südlich von Maribor in Slowenien.

## Gründung
Mit dem Tod des bekannten Orgelbauers Josef Brandl im Jahr 1938 wurde eine lange Tradition des Marburger Orgelbaus unterbrochen, zu deren wichtigsten Vertretern Simon Otoničer (Ottonitscher), Joseph Otonič (Ottonitsch), Joseph Salb, Leonhard Ebner und Michael Krainz gehörten. Nach dem Zweiten Weltkrieg gab es in Slowenien nur Orgelbauer, die sich auf den Bau von pneumatischen Orgeln spezialisiert haben (Orgelbau Jenko in Ljubljana-Šentvid). Um wieder den Bau von neuen mechanischen Orgeln sowie Restaurierungen von alten Instrumenten in Slowenien zu ermöglichen, wurde schließlich auf Initiative der damaligen Diözese Maribor im Jahr 1989 die Diözesane Orgelbauwerkstätte gegründet. Aus dieser sind in den Jahren danach auch noch weitere slowenische Orgelbauer hervorgegangen (Škrabl, Kolar, Močnik).

## Heutige Firma
Im Jahr 2005 wurde die Werkstatt in die Firma Gospodarstvo Rast d.o.o. unter dem deutschen Namen Orgelbauwerkstätte Maribor eingegliedert. Seit Mai 2011 ist sie nun Teil der Firma Slomškova družba d.o.o. In den 20 Jahren sind über 100 Orgeln neu gebaut und über 50 restauriert worden. Die Tätigkeit erstreckt sich über Slowenien hinaus bis Kroatien, Mazedonien, Italien und Österreich.

## Werke (Auswahl)
- St.-Laurentius-Kirche in Gleisdorf
- Franziskanerkirche in Ljubljana